# Rogier (stație de metrou din Bruxelles)
Rogier este o stație de metrou din comuna Bruxelles, în Regiunea Capitalei Bruxelles din Belgia. Situată pe liniile de metrou 2 și 6, stația este denumită după Piața Charles Rogier din vecinătate.

## Istoric
Stația Rogier a fost deschisă pe 18 august 1974, ca parte a axei de premetrou Centura mică. După deschidere, tramvaiele puteau circula subteran între Porte de Namur și Rogier. Pe 20 septembrie 1976, Regele Baudouin I a pornit într-un tramvai special din această stație către De Brouckère pentru a inaugura prima linie de metrou din Bruxelles. În după-amiaza aceleiași zile, stația respectivă a fost deschisă publicului.
Pe 4 octombrie 1976, sub tunelul existent a fost pusă în funcțiune o nouă linie de premetrou, între Gare du Nord și Lemonnier, ceea ce a transformat Rogier într-o intersecție de linii. Pe 2 octombrie 1988, tunelul de premetrou al axei Centura mică, ce fusese construit la standard de metrou, a fost transformat în linia de metrou 2, după ce a fost prelungit cu stațiile Ijzer, Ribaucourt și Simonis.
În intervalul anilor 2003-2004, peroanele centrale ale stațiilor axei Nord-Sud au fost prelungite pentru a scurta timpul de îmbarcare al călătorilor. La începuturile acestei noi organizări s-a aplicat regula soluției spaniole: îmbarcarea se face de pe peronul central, iar debarcarea pe peroanele laterale. Totuși, acest sistem a fost din ce în ce mai puțin utilizat de-a lungul anilor.
De la reorganizarea rețelei de tramvai din 2007, fostul punct terminus al liniei 90 este deservit de liniile de tramvai 25 și 55. Odată cu reorganizarea rețelei de metrou din 2009, prin stația Rogier circulă liniile 2 și 6. În același an au început și lucrările de renovare a stației de metrou și a pieței Rogier de la suprafață. Sfârșitul acestora era prevăzut pentru anul 2013, dar lucrările au fost mult întârziate din diverse motive. Finalizarea lucrărilor a fost inițial amânată pentru 2014. Un nou termen de finalizare este prevăzut pentru anul 2017.

## Caracteristici
Stația se găsește sub Piața Charles Rogier, în zona intrării pe artera comercială pietonală Rue Neuve. Un culoar subteran în linie dreaptă permite accesul direct în centrul comercial City 2.
Stația este construită pe trei niveluri: la nivelul –1 circulă ramele liniilor de metrou 2 și 6, la nivelul –2 se află stația terminus a tramvaielor liniilor 25 și 55, iar nivelul –3 se găsește stația pentru tramvaiele 3, 4 și 32 ale axei de premetrou Nord-Sud. Nivelurile –1 și –3 sunt prevăzute fiecare cu câte un peron central și două peroane laterale.
Deasupra uneia din scările rulante de acces în stație a fost o vreme expusă lucrarea „Zigzagramme” a lui Pierre Cordier. Era vorba de patru dreptunghiuri imprimate pe hârtie fotosensibilă în interiorul cărora sunt trasate linii care, în timpul deplasării privitorului dau senzația de mișcare și creează dreptunghiuri, pătrate și alte forme rectangulare. În 2012, lucrarea artistului belgian a fost mutată în stația Porte de Namur.
La nivelul stației unde opresc tramvaiele liniilor 25 și 55 este expus din 2004 un mozaic realizat Gino Tondat, după un proiect de Pjeeroo Roobjee, și oferit Regiunii Capitalei Bruxelles de către organizația neguvernamentală non-profit Welzijnszorg și mișcarea muncitorească creștină flamandă.

## Legături

### Linii de metrou ale STIB
- 2 Simonis - Elisabeth
- 6 Roi Baudouin / Koning Boudewijn - Elisabeth

### Linii de tramvai ale STIB în premetrou
- 3 Esplanade - Churchill
- 4 Gare du Nord / Noordstation - Parking Stalle
- 25 Rogier - Boondael Gare / Bondaal Station
- 32 Drogenbos Château / Drogenbos Kasteel - Da Vinci (doar seara, după ora 20:00)
- 55 Rogier - Da Vinci

### Linii de autobuz aleSTIBîn apropiere
- 47 De Brouckère - Vilvoorde Station (în direcția Vilvoorde)
- 58 Yser / Ĳzer - Vilvoorde (în direcția Yser / Ĳzer)
- 61 Gare du Nord / Noordstation - Montgomery
- 88 De Brouckère - Heysel / Heizel (în direcția Heysel / Heizel)

### Linii de autobuz aleDe Lijnîn apropiere
- 126  Bruxelles-Nord - Ninove (autobuz expres)
- 127  Bruxelles-Nord - Dilbeek - Liedekerke - Ninove
- 128  Bruxelles-Nord - Dilbeek - Ninove
- 129  Bruxelles-Nord - Dilbeek
- 212  Bruxelles-Nord - Aalst (autobuz expres)
- 213  Bruxelles-Nord - Asse - Ternat - Aalst
- 214  Bruxelles-Nord - Asse - Aalst
- 230  Bruxelles-Nord - Grimbergen - Humbeek
- 231  Bruxelles-Nord - Het Voor - Grimbergen - Beigem
- 232  Bruxelles-Nord - Het Voor - Grimbergen - Verbrande Brug
- 235  Bruxelles-Nord - Strombeek - Het Voor
- 240  Bruxelles-Nord - Wemmel Robbrechts
- 241  Bruxelles-Nord - Wemmel - Strombeek Drijpikkel
- 242  Bruxelles-Nord - Wemmel - Asse
- 243  Bruxelles-Nord - Wemmel - Zellik Drie Koningen
- 245  Bruxelles-Nord - Wemmel - Merchtem - Dendermonde
- 250  Bruxelles-Nord - Londerzeel - Liezele - Puurs
- 251  Bruxelles-Nord - Steenhuffel - Londerzeel - Puurs
- 260  Bruxelles-Nord - Nieuwenrode - Willebroek - Puurs
- 270  Bruxelles-Nord - Haacht - Keerbergen
- 271  Bruxelles-Nord - Kortenberg - Erps-Kwerps - Nederokkerzeel
- 272  Bruxelles-Nord - Luchthaven - Haacht - Bonheiden
- 318  Bruxelles-Nord - Sterrebeek - Leuven
- 351  Bruxelles-Nord - Kortenberg - Everberg - Leuven
- 355  Bruxelles-Nord - Ternat - Liedekerke
- 358  Bruxelles-Nord - Kortenberg - Leuven
- 410  Bruxelles-Nord - Tervuren - Leuven (bus rapide)
- 460  Bruxelles-Nord - Londerzeel - Willebroek - Boom (autobuz expres)
- 461  Bruxelles-Nord - Tisselt - Boom (autobuz expres)
- 462  Bruxelles-Nord - Bormen (autobuz expres)

### Linii de autobuz de noapte aleDe Lijn
- 620  Luchthaven - Hôpital Erasme / Erasmusziekenhuis

## Locuri importante în proximitatea stației
- Centrul comercial City 2, care comunică direct cu stația, călătorii nemaifiind nevoiți să iasă în exterior;
- Hotelurile Sheraton, Hilton și Crowne Plaza;
- Rue Neuve;
- Universitatea Saint-Louis;

## Galerie de imagini

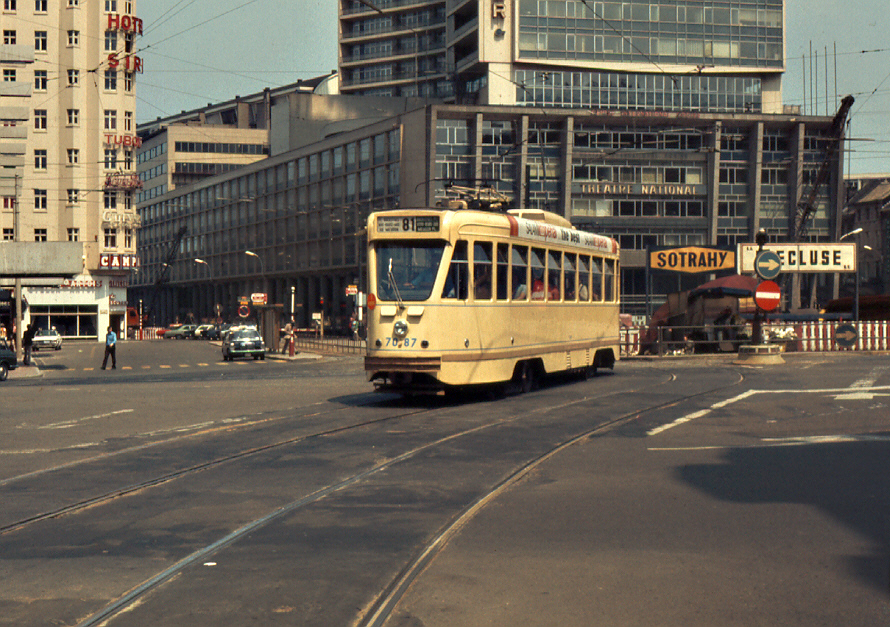
Piața Rogier în 1970, înainte de deschiderea axei de premetrou Nord-Sud.
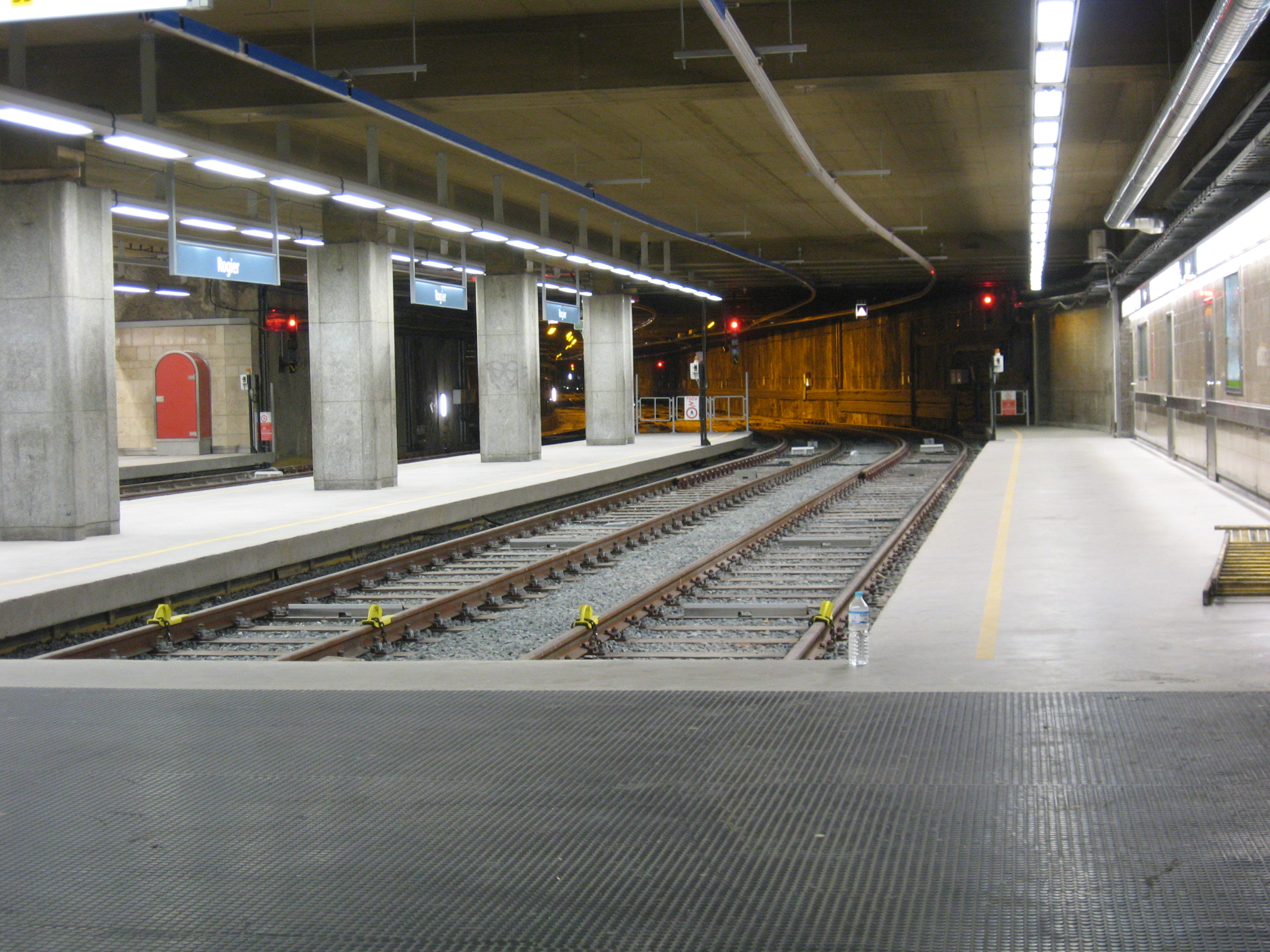
Stația terminus a tramvaielor 25 și 55.
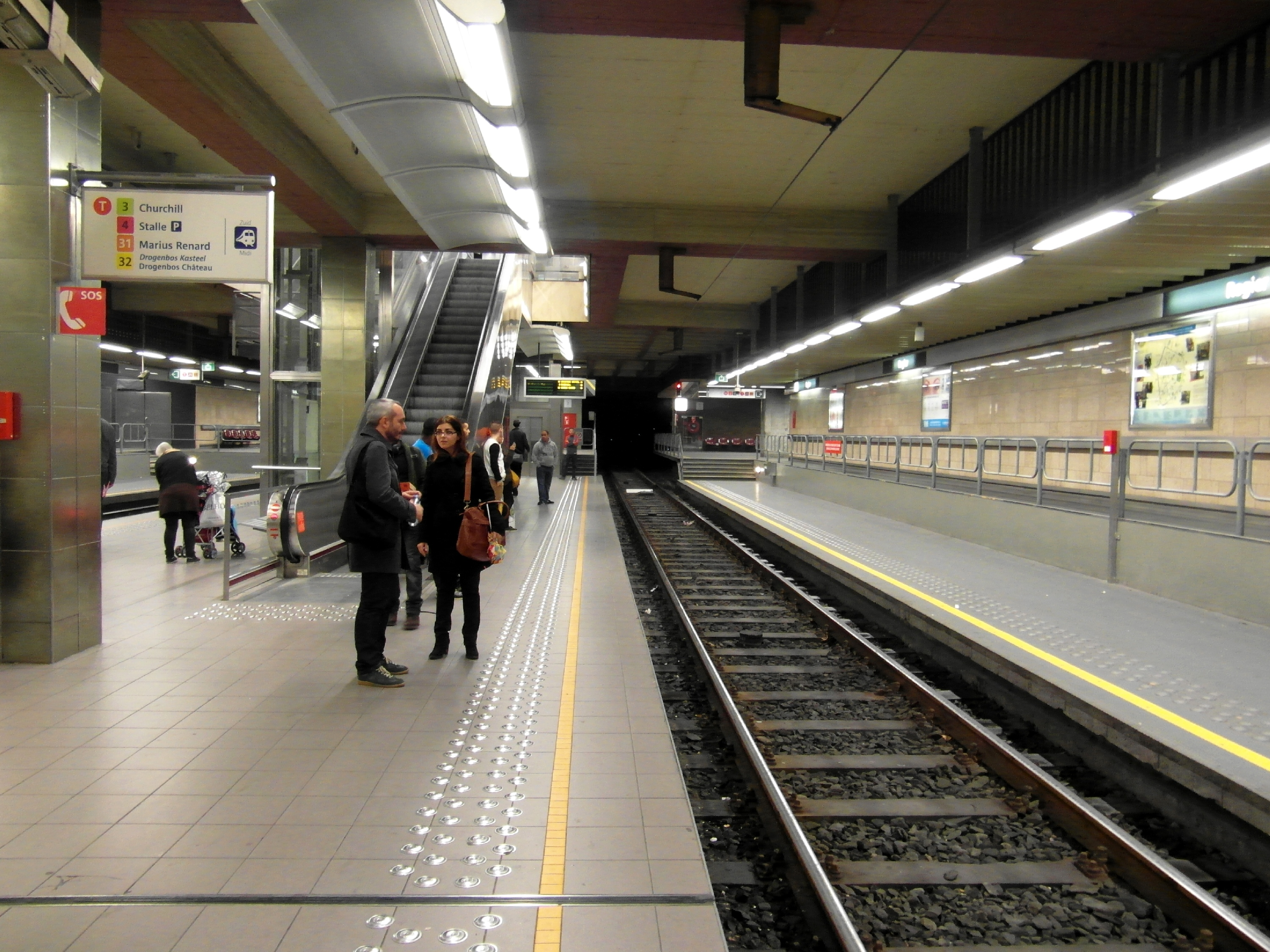
Stația de premetrou a liniei Nord-Sud.
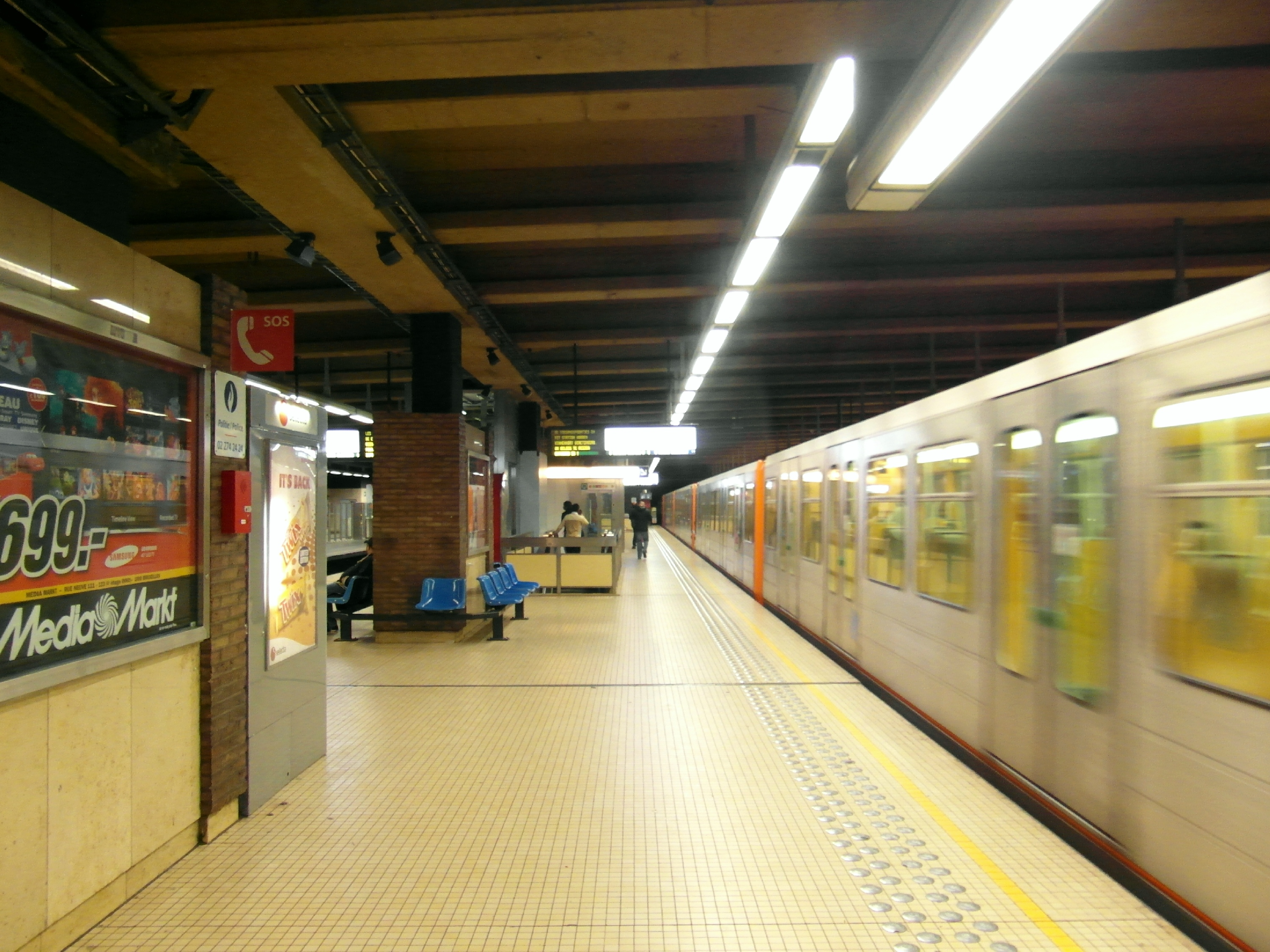
Stația de metrou pentru liniile 2 și 6.
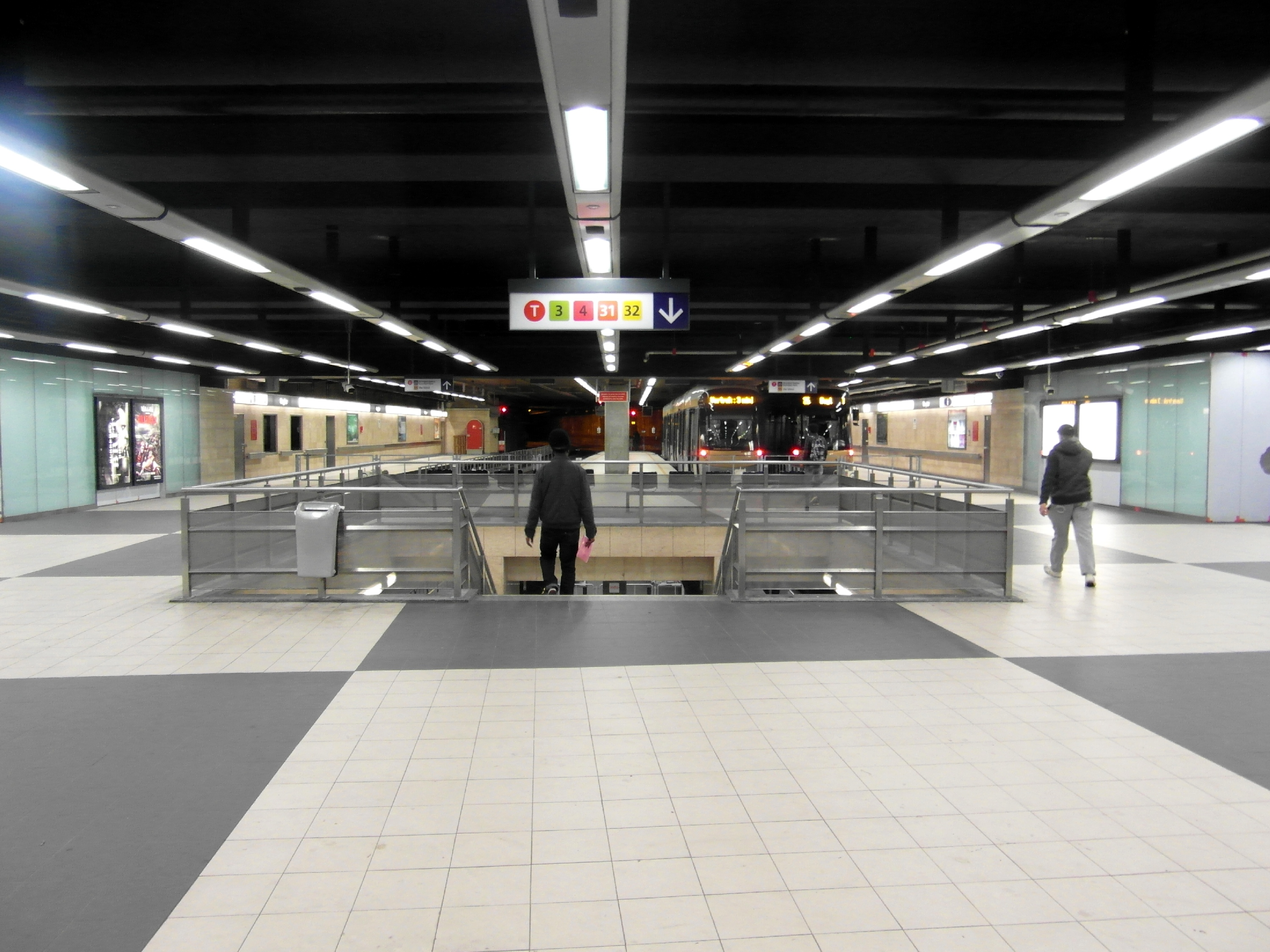
Noua pardoseală după renovare.